# Municipio de North Brook
El municipio de North Brook (en inglés: North Brook Township) es un municipio ubicado en el  condado de Lincoln en el estado estadounidense de Carolina del Norte. En el año 2010 tenía una población de 5.840 habitantes.

## Geografía
El municipio de North Brook se encuentra ubicado en las coordenadas 35°29′51.48″N 81°26′49.32″O / 35.4976333, -81.4470333.